# Russ Klar
Russell Valentine "Russ" Klar (New York, 27 april 1914 - Lynbrook (Long Island), 16 februari 2005) was een Amerikaans autocoureur. In 1955 schreef hij zich in voor de Indianapolis 500, maar wist zich niet te kwalificeren. Deze race was ook onderdeel van het Formule 1-kampioenschap. Verder reed Klar vooral in midget cars, sprint cars en NASCAR-auto's totdat hij in 1983 definitief stopte met racen. In 2005 overleed hij op 90-jarige leeftijd na een lange periode van ziekte.